# Wereldkampioenschappen triatlon 1991
Het ITU wereldkampioenschap triatlon 1991 werd gehouden op 12 en 13 oktober 1991 in Gold Coast, Australië. De wedstrijd werd georganiseerd door de International Triathlon Union. Het parcours bestond uit 1,5 km zwemmen, 40 km fietsen en 10 km hardlopen.

## Uitslagen

### Mannen
| Rang   | Naam            | Land | Zwemtijd | Fietstijd | Looptijd | Totaaltijd |
| ------ | --------------- | ---- | -------- | --------- | -------- | ---------- |
| Goud   | Miles Stewart   | AUS  | 00:19:19 | 00:55:25  | 00:33:34 | 01:48:20   |
| Zilver | Rick Wells      | NZL  | 00:18:48 | 00:55:59  | 00:33:34 | 01:48:22   |
| Brons  | Mike Pigg       | USA  | 00:19:33 | 00:55:10  | 00:33:36 | 01:48:22   |
| 4      | Harold Robinson | USA  | 00:19:19 | 00:55:29  | 00:33:58 | 01:48:49   |
| 5      | Leandro Macedo  | BRA  | 00:19:36 | 00:57:11  | 00:32:42 | 01:49:33   |
| 6      | Simon Lessing   | GBR  | 00:19:34 | 00:58:03  | 00:32:08 | 01:49:48   |
| 7      | Mark Dragan     | AUS  | 00:19:47 | 00:58:02  | 00:31:59 | 01:49:48   |
| 8      | Stephen Foster  | AUS  | 00:19:46 | 00:56:55  | 00:33:15 | 01:50:00   |
| 9      | Patrick Girard  | FRA  | 00:21:40 | 00:56:28  | 00:32:27 | 01:50:39   |
| 10     | Jim Riccitello  | USA  | 00:20:27 | 00:55:48  | 00:34:24 | 01:50:40   |

### Vrouwen
| Rang   | Naam                       | Land | Zwemtijd | Fietstijd | Looptijd | Totaaltijd |
| ------ | -------------------------- | ---- | -------- | --------- | -------- | ---------- |
| Goud   | Joanne Ritchie             | CAN  | 00:21:58 | 01:02:08  | 00:37:55 | 02:02:04   |
| Zilver | Terri Smith                | CAN  | 00:22:27 | 01:02:58  | 00:36:45 | 02:02:10   |
| Brons  | Michellie Jones            | AUS  | 00:22:05 | 01:03:27  | 00:37:16 | 02:02:49   |
| 4      | Isabelle Mouthon-Michellys | FRA  | 00:22:05 | 01:03:19  | 00:38:09 | 02:03:35   |
| 5      | Catherine Davis            | ESP  | 00:22:41 | 01:03:56  | 00:37:02 | 02:03:41   |
| 6      | Carol Montgomery           | CAN  | 00:22:07 | 01:02:28  | 00:39:24 | 02:04:00   |
| 7      | Sue Schlatter              | CAN  | 00:23:52 | 01:02:31  | 00:37:57 | 02:04:21   |
| 8      | Joy Hansen                 | USA  | 00:22:04 | 01:04:15  | 00:38:02 | 02:04:23   |
| 9      | Karen Smyers               | USA  | 00:22:06 | 01:03:19  | 00:39:02 | 02:04:30   |
| 10     | Jan Ripple                 | USA  | 00:22:03 | 01:03:28  | 00:39:32 | 02:05:05   |
| 11     | Simone Mortier             | GER  | 00:22:30 | 01:04:16  | 00:38:38 | 02:05:22   |
| 12     | Ute Schaefer               | GER  | 00:24:02 | 01:02:15  | 00:40:56 | 02:07:13   |

### Junior mannen
| Rang   | Naam             | Land | Zwemtijd | Fietstijd | Looptijd | Totaaltijd |
| ------ | ---------------- | ---- | -------- | --------- | -------- | ---------- |
| Goud   | Eric Myllimaki   | CAN  |          |           |          | 1:52:30    |
| Zilver | Kurt Blattma     | SUI  |          |           |          | 1:52:39    |
| Brons  | Ben Bright       | AUS  |          |           |          | 1:52:55    |
| 4      | Stephane Poulat  | FRA  |          |           |          |            |
| 5      | Jason Harper     | USA  |          |           |          |            |
| 6      | Ralf Eggert      | GER  |          |           |          |            |
| 7      | Frank Heldoorn   | NED  |          |           |          |            |
| 8      | Andrew MacMartin | CAN  |          |           |          |            |
| 9      | Frank Bignet     | FRA  |          |           |          |            |
| 10     | Mathew Belfield  | GBR  |          |           |          |            |

### Junior vrouwen
| Rang   | Naam              | Land | Zwemtijd | Fietstijd | Looptijd | Totaaltijd |
| ------ | ----------------- | ---- | -------- | --------- | -------- | ---------- |
| Goud   | Sonja Krolik      | GER  |          |           |          | 2:05:02    |
| Zilver | Alexandra Laws    | AUS  |          |           |          | 2:09:36    |
| Brons  | Helena Edmonston  | AUS  |          |           |          | 2:09:41    |
| 4      | Katariina Ebeling | FIN  |          |           |          |            |
| 5      | Katherine Sodek   | CAN  |          |           |          |            |
| 6      | Heidi Alexander   | NZL  |          |           |          |            |
| 7      | Natalya Orchard   | AUS  |          |           |          |            |
| 8      | Carola Joerg      | GER  |          |           |          |            |
| 9      | Kathy Walls       | NZL  |          |           |          |            |
| 10     | Alexandra Stewart | NZL  |          |           |          |            |